# Aires protégées de Moldavie
Pour les aires protégées de la région Moldavie en Roumanie, voir parcs nationaux et régionaux roumains.

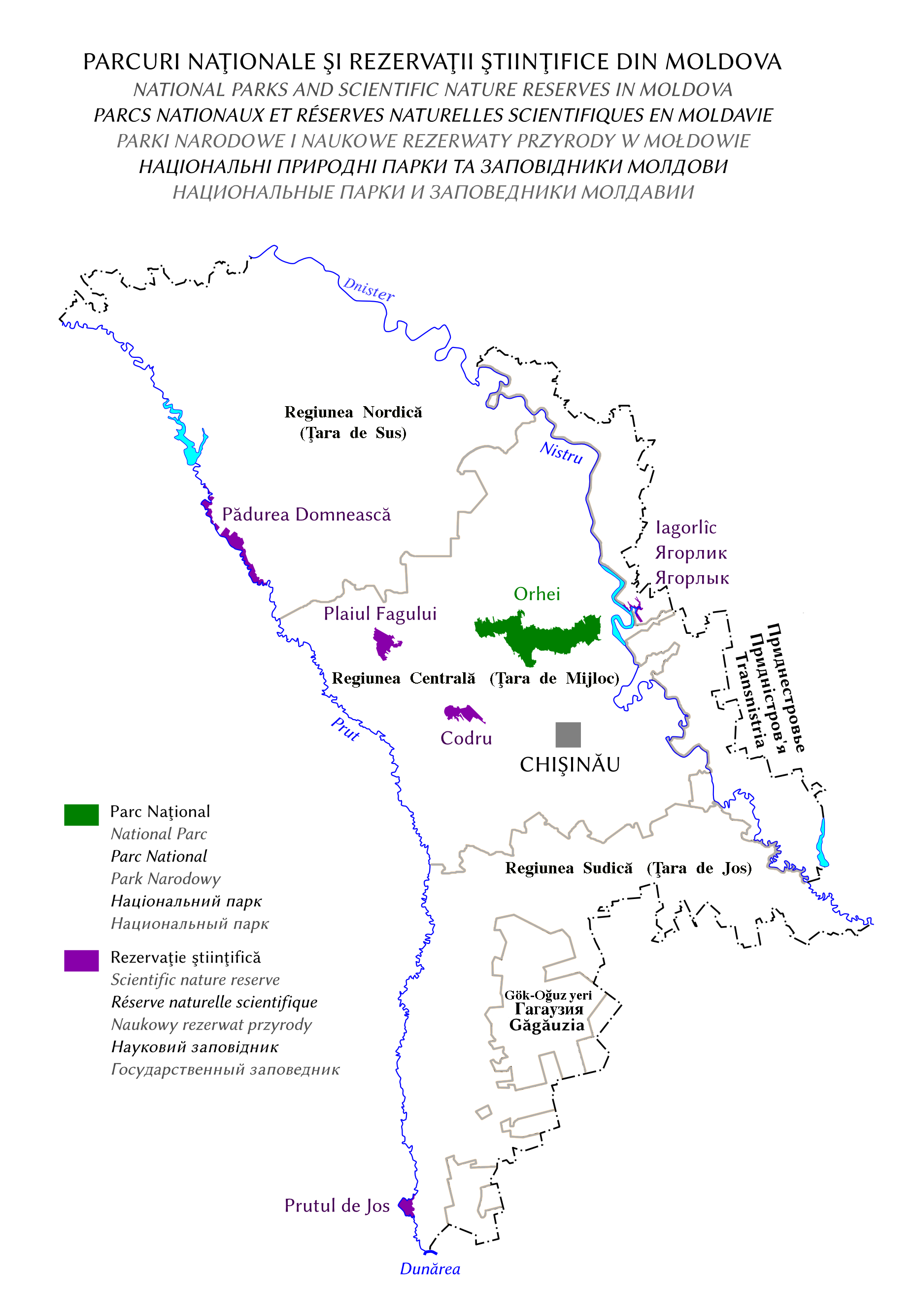
Aires naturelles protégées de la république de Moldavie.

Les aires protégées de la république de Moldavie, sont au nombre de 312, en 2019. Elles couvrent une superficie de 1 935 km2, soit 5,31 % du territoire du pays. En république de Moldavie, les premières réserves ont été créées par le gouvernement roumain, dans les années 1930, d’autres datent de la période soviétique ou post-soviétique.
La majorité des aires protégées sont situées le long des rivières Prut et Răut, ainsi que sur le plateau central où on trouve les plus grandes surfaces de forêt dans le pays.

## Historique
Les premières aires protégées, localisées dans ce qui est aujourd'hui la république de Moldavie, ont été créés en 1937, par décision du conseil des ministres du royaume de Roumanie : 8 secteurs de forêt, une steppe, une relique de forêt, ainsi que deux chênes et un poirier séculaires.
Entre 1958 et 1959, 19 500 ha de forêt ont été classés en tant qu'aires protégées. Entre 1969 et 1975, sont créés le « fonds pour les aires protégées » et la première « réserve scientifique ».
En 1991, la république de Moldavie devient un État pleinement indépendant, à la suite de l'effondrement du bloc soviétique.
En 1993, la « loi sur la protection de l'environnement » est promulguée, celle-ci établit un droit à l'existence pour toutes les espèces, elle liste dans un livre rouge les espèces dont la destruction est interdite et créé le statut de « monument naturel » dans son chapitre 6–section 5. En 1998, 307 nouvelles aires protégées ont été créées. La loi no 1538 du 25 février 1998 concernant le fonds d'espaces naturels protégés par l’État établit la propriété de l'État sur les aires protégées. En 2007, une nouvelle loi vient demander l'élaboration d'un réseau écologique national, qui doit comprendre des corridors, des zones tampons et des zones de restauration écologique en sus des aires protégées existantes.

## Diversité des aires protégées
La Moldavie compte plusieurs catégories d'aires protégées: 

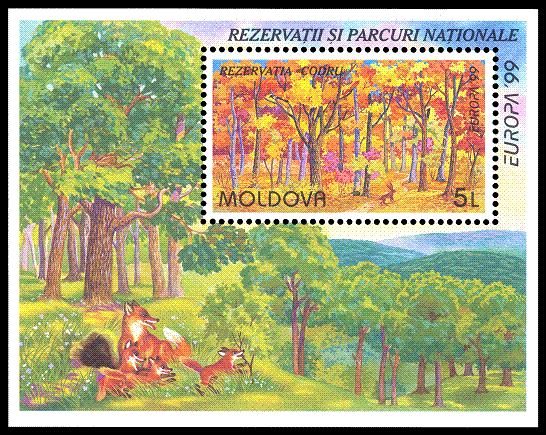
Les aires protégées de Moldavie évoquées sur un timbre moldave de 1999.

### Liste des aires protégées
| Nom français                         | Nom moldave                        |
| ------------------------------------ | ---------------------------------- |
| Réserves scientifiques               | Rezervații științifice             |
| Parc national                        | Parcuri naționale                  |
| Monuments naturels                   | Monumente ale naturii              |
| Réserves naturelles                  | Rezervații naturale                |
| Réserves paysagères                  | Rezervații peisagistice            |
| Réserves de ressources               | Rezervații de resurse              |
| Aires de management multifonctionnel | Arii cu management multifuncțional |

### Réserves scientifiques
La Moldavie possède cinq réserves scientifiques (moldave : rezervații științifice) totalisant 194 km2 :
- Codrii (superficie 5 177 ha, créée en 1971) ;
- Iagorlîc (superficie 863 ha, créée en 1988 ; la réserve est située dans la région de Transnistrie) ;
- Prutul de Jos (superficie 1 691 ha, créée en 1991) ;
- Plaiul Fagului (superficie 5 642 ha, créée en 1992) ;
- Pădurea Domnească (superficie 6 032 ha, créée en 1993) ;

Les quatre réserves scientifiques sont gérées par Moldsilva (aucune information n'est disponible pour la RS de Transnistrie), elles sont soumise à un plan de gestion valable 10 ans et elles sont découpées en plusieurs zones à la gestion différenciée. Chacune d'entre elles possède une équipe de gestion avec un directeur et de un à 4 spécialistes scientifiques. Un organisme de participation du public permet aux différents acteurs du territoire de discuter de sa gestion Il est nécessaire de payer un droit d'entrée pour les visiter.

### Parc national
La Moldavie possède un parc national, le parc national d’Orhei (moldave : Parcul Național Orhei) qui totalise une superficie de 338 km2.

### Réserves naturelles
Les réserves naturelles occupent et protègent différents écosystèmes. En 2009, il existait par exemple 51 réserves naturelles forestières, toutes gérées par Moldsilva.

### Autres aires protégées
- 1 jardin botanique (moldave : grădini zoologice) : le jardin botanique de Chișinău ;
- 2 arboretums (moldave : grădini dendrologice) ;
- 21 monuments d’architecture paysagère (moldave : monumente de arhitectură peisajeră).

## Conventions internationales
La Moldavie a signé la convention sur la diversité biologique en 1992 et l'a ratifiée trois ans plus tard (1995). La Convention relative à la conservation de la vie sauvage et du milieu naturel de l'Europe a été ratifiée en juin 1993.

### Convention de Ramsar
La convention de Ramsar est entrée en vigueur en Moldavie le 20 octobre 2000.
En janvier 2020, le pays compte trois sites Ramsar, couvrant une superficie de 947,05 km2 (soit environ 2,8 % du territoire moldave). Ils sont considérés comme des aires protégées à part entière dans la législation nationale

### Réserve de biosphère
Les réserves de biosphère sont une reconnaissance de l'Unesco dans le cadre du programme MAB.
Depuis 2018, la Moldavie détient sa première réserve de biosphère : le Prut inférieur.

### Patrimoine mondial
Il n'y a pas pour le moment de site naturel inscrit au patrimoine mondial en Moldavie.

## Gestion, gouvernance et propriété foncière

### Collectivités territoriales
En Moldavie, ancienne république socialiste soviétique, la majorité des terres sont détenues par des institutions publiques : que ce soit l'État ou des collectivités territoriales.
Les aires protégées situées sur des terres communales, sont gérées par les communes susmentionnées, selon la loi.

### Moldsilva
La gestion de la plupart des aires protégée est déléguée à l'agence forestière nationale « Moldsilva », effectivement 86 % des forêts, dans le pays, sont propriété de l'État.
L'agence « Moldsilva » a été créée par la loi 64-XII du 31 mai 1990, ses missions actuelles sont précisées par la loi no 168 du 31 juillet 2015.